# Trzcianki (powiat rycki)
Trzcianki – wieś w Polsce położona w województwie lubelskim, w powiecie ryckim, w gminie Nowodwór.
W latach 1975–1998 miejscowość należała administracyjnie do województwa lubelskiego.
Wieś jest sołectwem w gminie Nowodwór. Według Narodowego Spisu Powszechnego z roku 2011 wieś liczyła 381 mieszkańców.
W Trzciankach znajduje się najstarsza remiza strażacka na terenie gminy Nowodwór.